# St. Brictius (Aiterbach)
Koordinaten: 48° 27′ 19,4″ N, 11° 36′ 8,2″ O
Die Filialkirche St. Brictius ist die römisch-katholische Dorfkirche von Aiterbach in der Gemeinde Allershausen (Oberbayern). Auch kirchlich gehört die Kirche zur dortigen Pfarrei St. Joseph. 
Als einzige Kirche im Erzbistum München-Freising ist sie dem hl. Brictius geweiht. Nebenpatrone sind der hl. Sebastian und die hl. Afra. 
Die Kirche ist ein geschütztes Baudenkmal mit der Aktennummer D-1-78-113-10 des Bayerischen Landesamtes für Denkmalpflege.
Der heutige Bau wurde ab Beginn des 18. Jahrhunderts im Stile des Barock an der Stelle eines gotischen Vorgängerbaus errichtet und am 10. Juli 1710 vom Freisinger Fürstbischof Johann Franz Eckher von Kapfing und Liechteneck eingeweiht.
1983 wurde die Kirche gründlich renoviert. Eine weitere Renovierung fand 2015/16 statt, an deren Ende am 23. Oktober 2016 ein neuer Altar aus Eichenholz und Messing nach dem Entwurf des Münchner Architekten Florian Gierer von Weihbischof Bernhard Haßlberger geweiht wurde.
Im auf der Eingangsseite dem Kirchenschiff vorgesetzten Zwiebelturm hängen drei Glocken aus Bronze, die in einem G-Dur-Akkord erklingen.
| Glocke | Gussjahr | Gießer                      | Gewicht | Durchmesser | Schlagton |
| ------ | -------- | --------------------------- | ------- | ----------- | --------- |
| 1      | 1922     | Karl Czudnochowsky / Erding | 474 kg  | 963 mm      | g′        |
| 2      | 1958     | Gießerei Hamm / Regensburg  | 217 kg  | 750 mm      | h’        |
| 3      | 1922     | Karl Czudnochowsky / Erding | 215 kg  | 715 mm      | d″        |

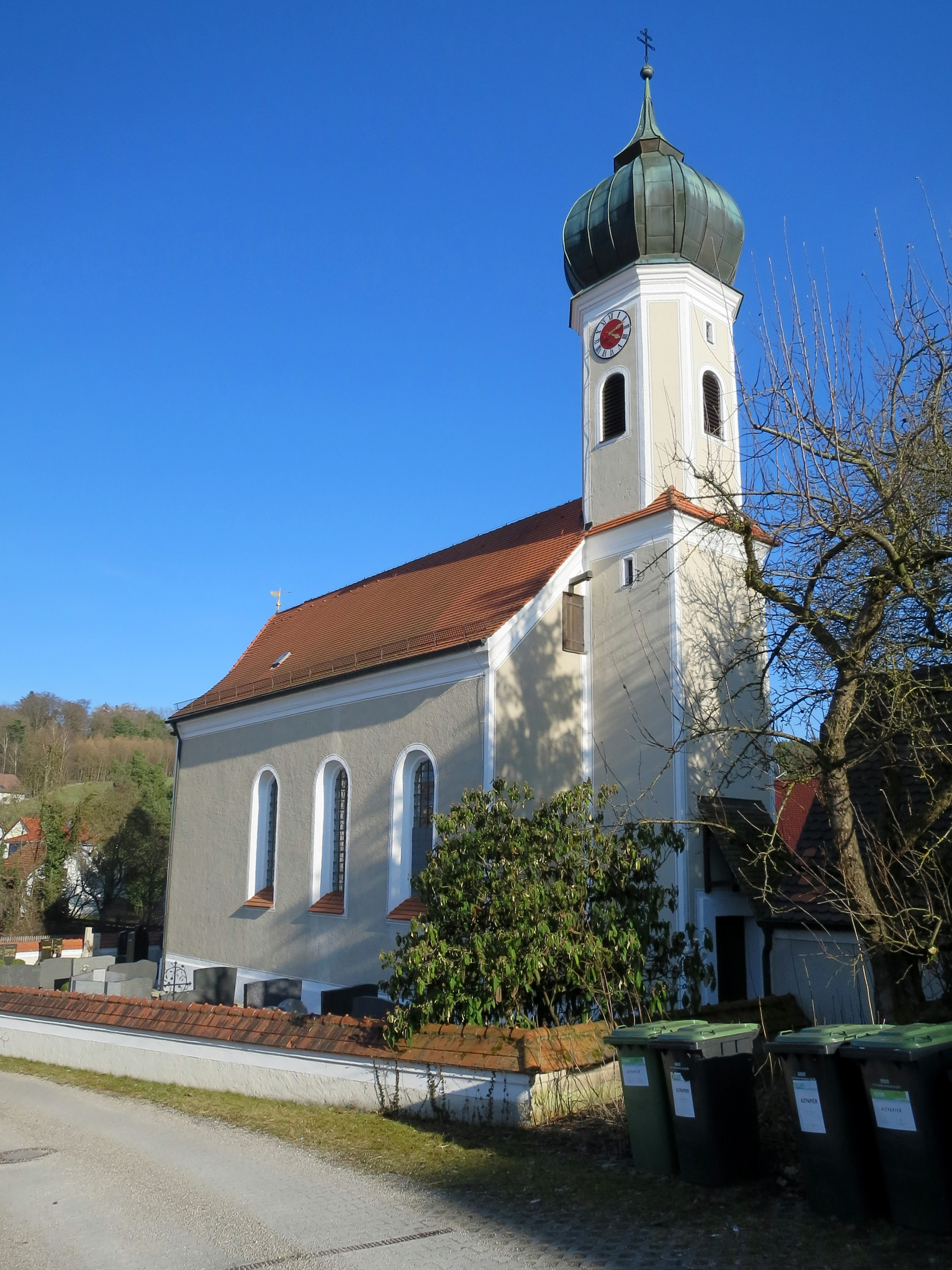
Eingang zum Friedhof und zur Kirche
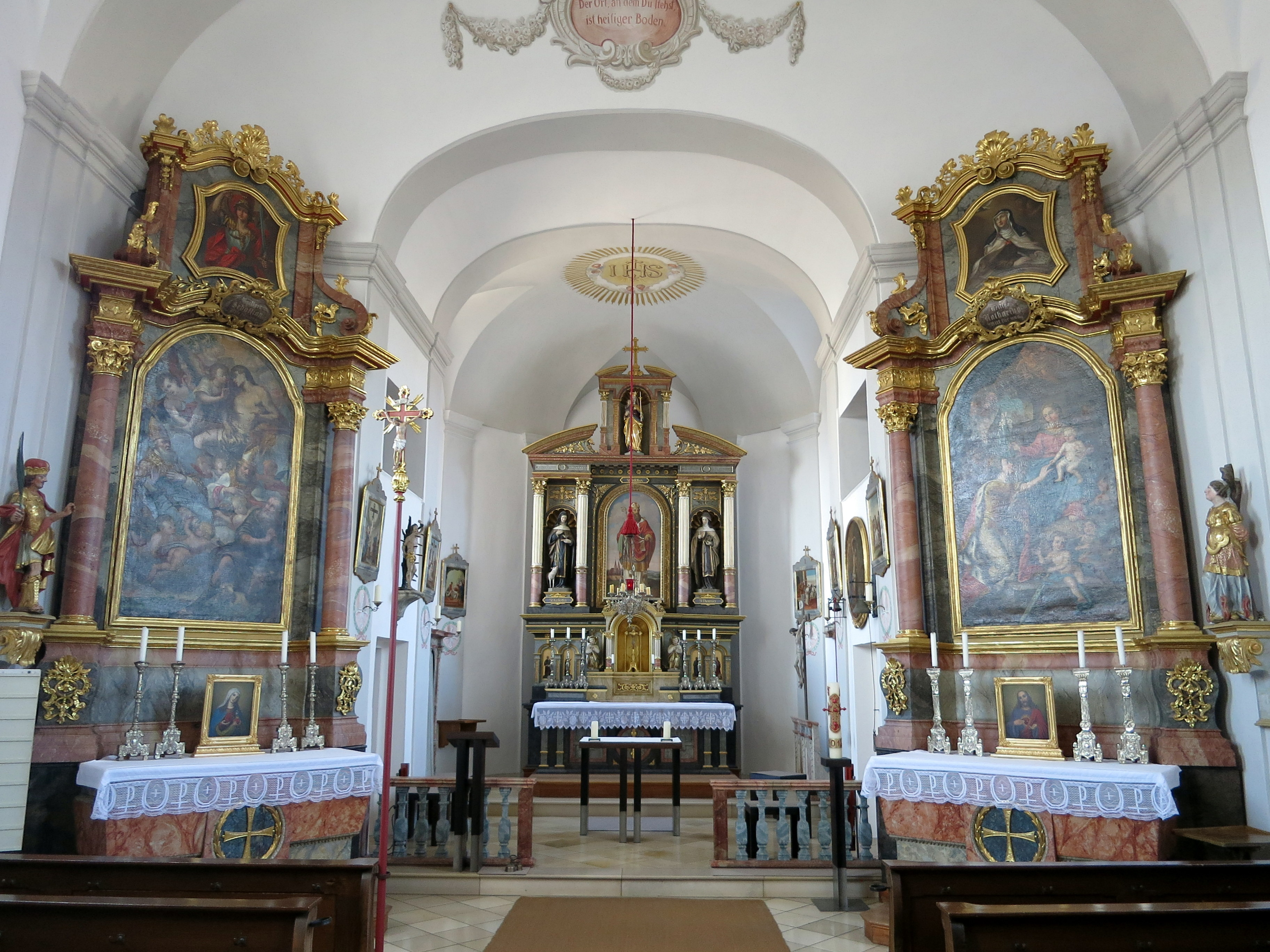
Blick zu den Altären
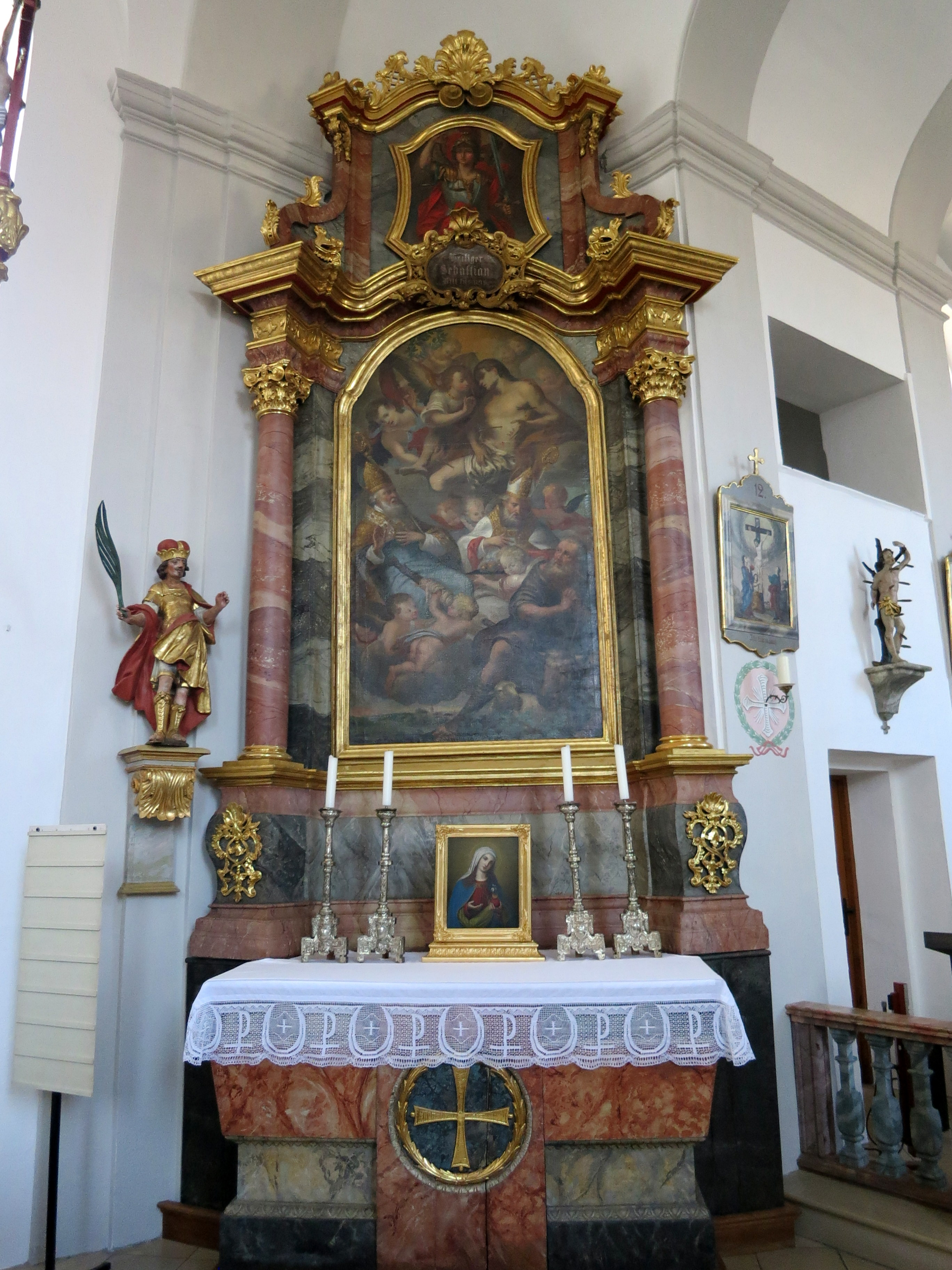
Linker Seitenaltar
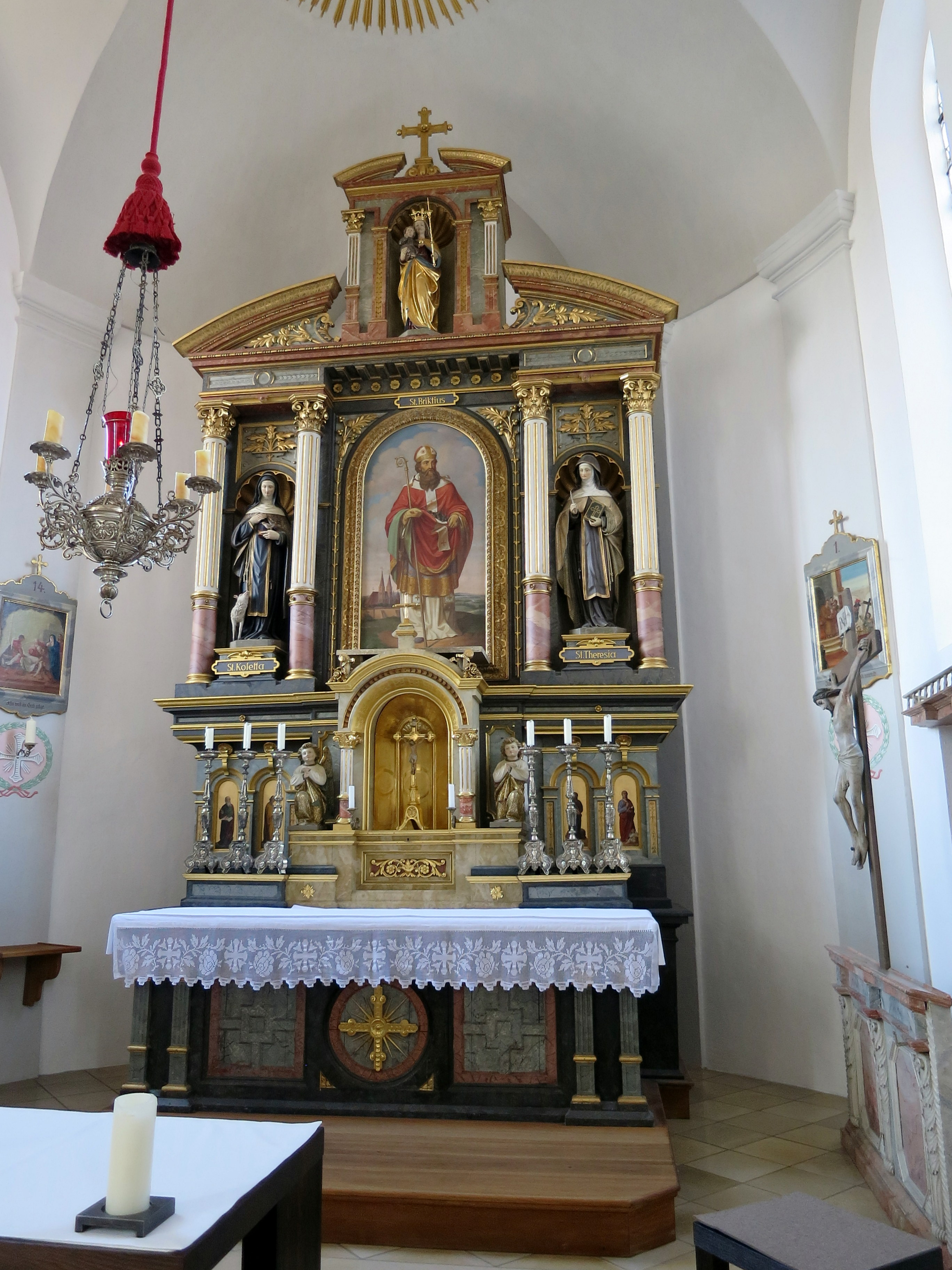
Hochaltar
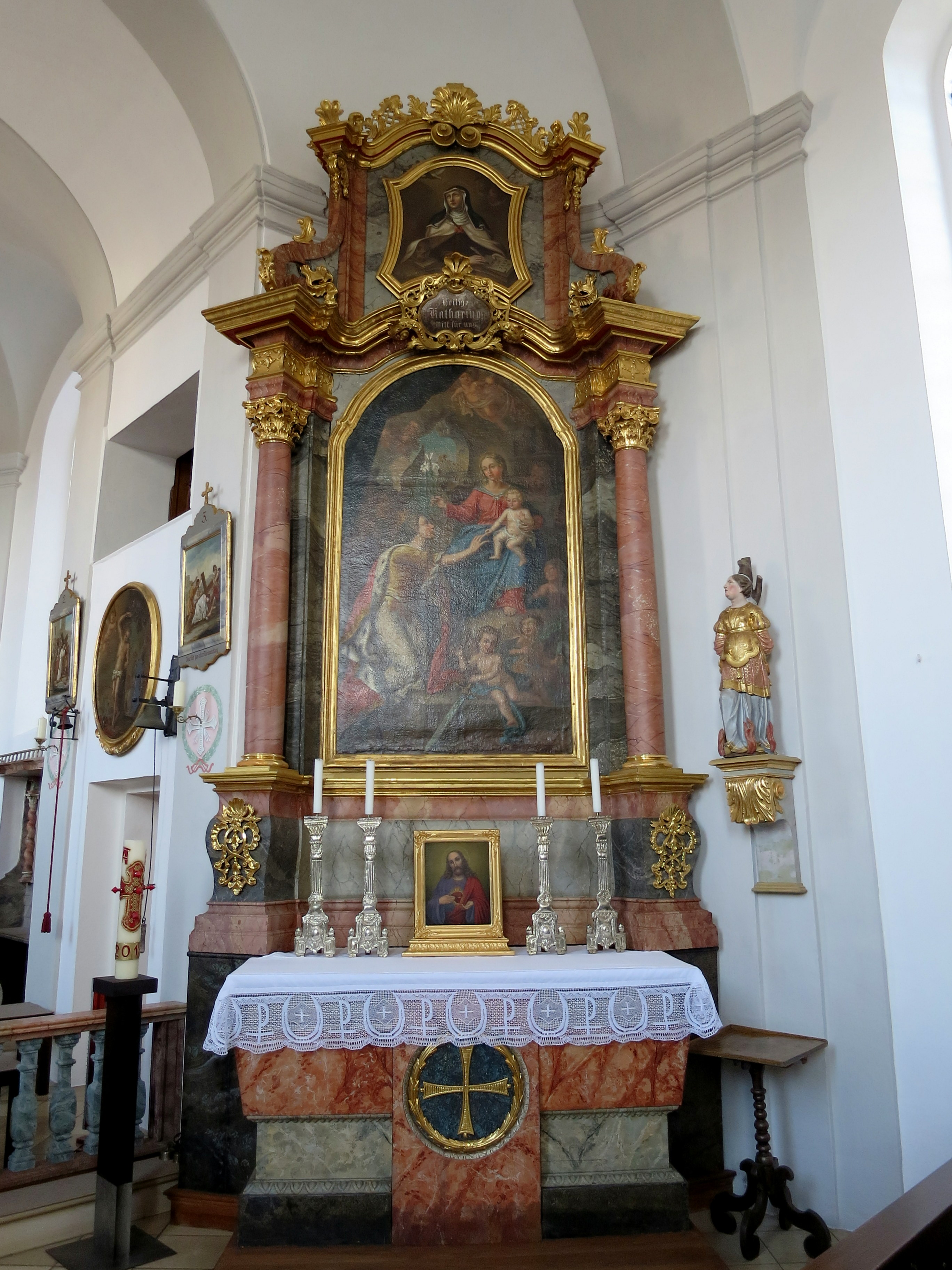
Rechter Seitenaltar
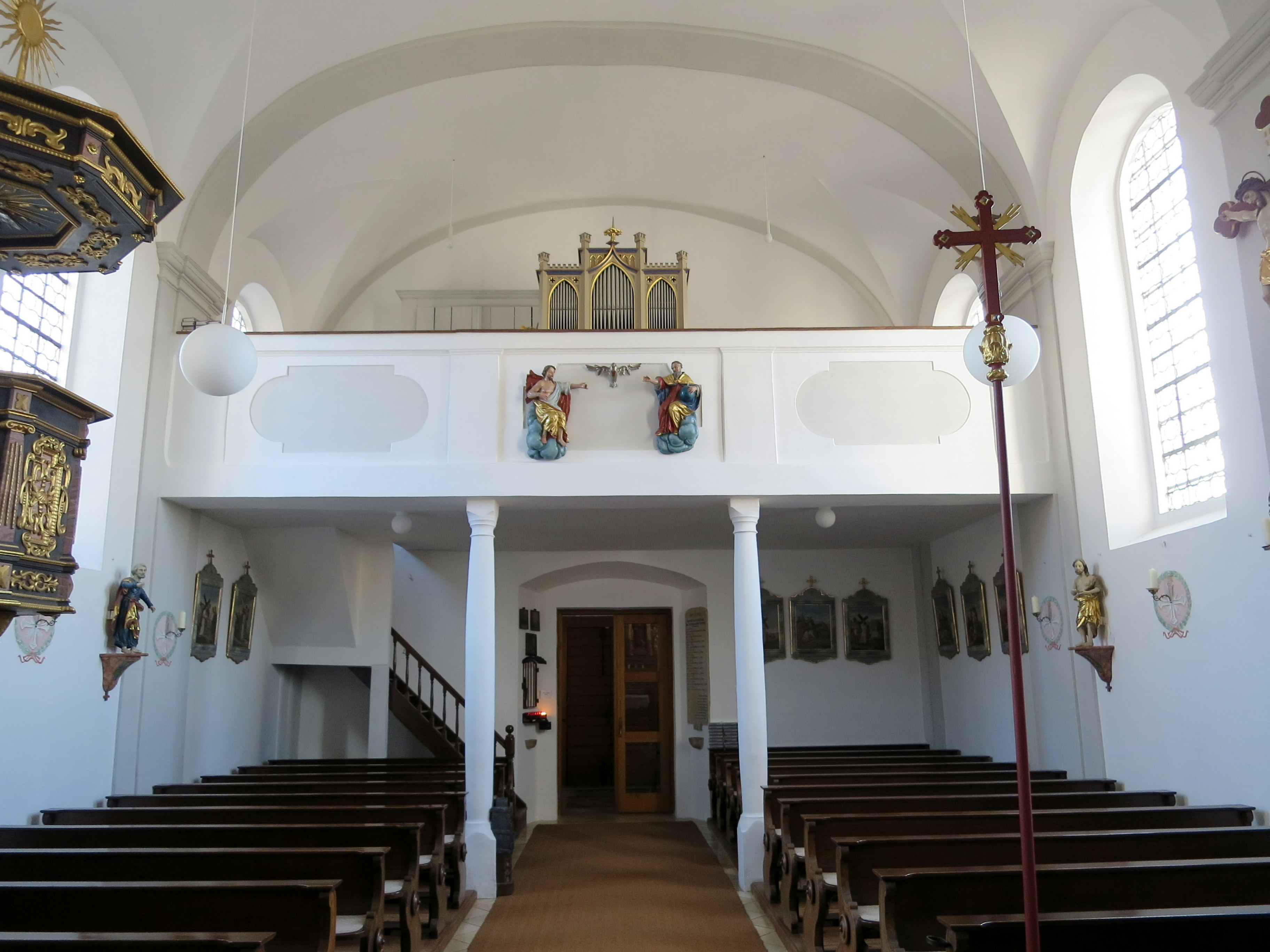
Blick zur Orgelempore

## Nachweise
1. ↑  Kath. Filialkirche St. Brictius in Allershausen-Aiterbach auf createsoundscape.de/glocken-finder